# Jan Griffier (II)
Jan Griffier (Engeland, 7 oktober 1688 - Londen, ca. 1750) was een Nederlands kunstschilder. Hij vervaardigde voornamelijk landschappen, maar ook enkele stadsgezichten en stillevens.
Jan Griffier was de jongere zoon van Jan Griffier, die ook zijn leermeester was, en een broer van Robert Griffier. Hij was voornamelijk actief in Engeland. Hij voer met zijn vader op diens jacht naar Holland, waar het gezelschap schipbreuk leed en al hun bezittingen verloren gingen.
A.J. van der Aa vermeldt dat hij op bewonderenswaardige wijze werken van de Franse schilder Claude Lorrain kopieerde.
Rond 1750 overleed hij in Pall Mall in Londen.